# Collegio elettorale di Firenzuola
Il collegio elettorale di Firenzuola è stato un collegio elettorale uninominale del Regno di Sardegna, in provincia di Firenze. Fu creato in base al decreto del Consiglio dei Ministri del Regio governo delle Toscana del 21 gennaio del 1860. Il territorio del collegio comprendeva le comunità di Barberino di Mugello, Firenzuola, Marradi, Palazzuolo.  

## Dati elettorali
Nel collegio si svolsero votazioni solamente per la settima legislatura e in seguito il territorio entrò a far parte del collegio di Borgo San Lorenzo del Regno d'Italia.

### VII legislatura
Le votazioni si svolsero in 387 collegi uninominali a doppio turno. Come previsto dalla legge elettorale del 20 novembre 1859, era eletto al primo turno il candidato che «riunisce in suo favore più del terzo dei voti del total numero dei membri componenti il collegio e più della metà dei suffragi dati dai votanti presenti all'adunanza» (art. 91). Se nessun candidato era eletto, al ballottaggio tra i due candidati con più voti era eletto chi otteneva il maggior numero di voti (art. 92) o, in caso di ugual numero di voti, il maggiore d'età (art. 93).
| Partito                            | Partito                            | Candidato                          | Risultati 25 marzo 1860 | Risultati 25 marzo 1860 |
| Partito                            | Partito                            | Candidato                          | Voti                    | %                       |
| ---------------------------------- | ---------------------------------- | ---------------------------------- | ----------------------- | ----------------------- |
|                                    | —                                  | Celestino Bianchi                  | 247                     | 98,41                   |
|                                    | —                                  | Odoardo Strigelli                  | 4                       | 1,59                    |
|                                    |                                    |                                    |                         |                         |
| Iscritti                           | Iscritti                           | Iscritti                           | 572                     | 100,00                  |
| ↳ Votanti (% su iscritti)          | ↳ Votanti (% su iscritti)          | ↳ Votanti (% su iscritti)          | 267                     | 46,68                   |
| ↳ Voti validi (% su votanti)       | ↳ Voti validi (% su votanti)       | ↳ Voti validi (% su votanti)       | 251                     | 94,01                   |
| ↳ Schede non valide (% su votanti) | ↳ Schede non valide (% su votanti) | ↳ Schede non valide (% su votanti) | 16                      | 5,99                    |
| ↳ Astenuti (% su iscritti)         | ↳ Astenuti (% su iscritti)         | ↳ Astenuti (% su iscritti)         | 305                     | 53,32                   |